# Claus Hüppe

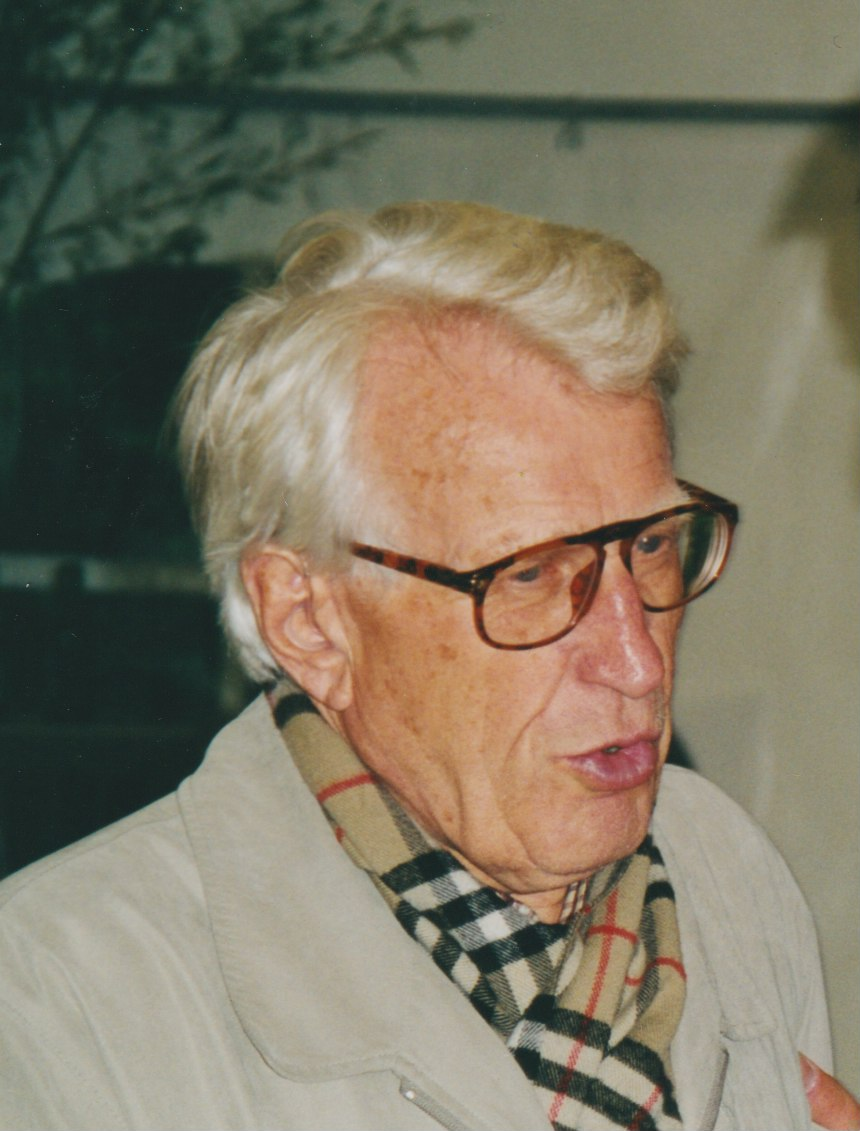
Claus Hüppe (2002)

Claus Hüppe (* 13. Mai 1924 Oldenburg; † 12. Dezember 2009 in Rastede) war ein deutscher Unternehmer und Mäzen.

## Leben
Claus Hüppe besuchte das Internat Schloss Salem. Nach Kriegseinsatz und Kriegsgefangenschaft trat er 1945 in das Familienunternehmen (HÜPPE) ein, das 1889 als Sattlerei und Polsterei gegründet worden war. Er erweiterte es zu einem der Marktführer in den Gebieten Jalousetten, Falttüren, Trennwände, Markisen und Duschabtrennungen. 1980 verkaufte er das Unternehmen und zog sich 1982 aus ihm zurück. Von 1986 bis 2001 war er Mitglied im Aufsichtsrat der Oldenburgischen Landesbank. Als Vorsitzender der Wirtschaftlichen Vereinigung „Der Kleine Kreis“ war er international für den Landkreis unterwegs.
In der Zeit, als Claus Hüppe Geschäftsführer und Alleininhaber des Familienunternehmens war, wurden durch ihn zahlreiche neue Denkanstöße zum Thema Sonnenschutz publik. Unter anderem wurden in der Abteilung Sicherheit ein sogenannter Panzerrolladen entwickelt, der einerseits als Sonnenschutz fungierte, andererseits aber auch durch seine solide Stahlprofilbauweise einen hohen Einbruchschutz gewährleistete. Es wurden durch ihn weitere Innovationen mit dem neuen Solarroll-System angestoßen. Dies ist Außenmarkise mit Motorfunktion, welche die Funktion einer Markise mit der Funktion eines Raffstores zu kombinieren vermochte.
Er hatte in dem Zeitraum ab 1983 sein soziales Engagement auf eine eigene Betriebsstiftung mit einem Eigenkapitalanteil von etwa 3 Mio. DM – heute etwa knapp 1,5 Mio.€ – den Grundstock für eine betriebliche Altersversorgung angelegt, von der heute zahlreiche Betriebsmitglieder zehren können. Dieser Grundstock ging nach einigen politischen Wirren in die sogenannte Oldenburgürgerstiftung über, dessen Vorsitzender der ehemalige Bundestagsabgeordnete und Oldenburger Oberbürgermeister Dietmar Schütz ist.
Claus Hüppe und seine Ehefrau Eva-Maria, mit der er seit 1959 verheiratet war, engagierten sich in vielfachen sozialen Engagements, wie der Claus Hüppe-Stiftung zur Förderung von Kultur und Sozialem. Die Claus Hüppe-Stiftung unterstützte unter anderem das Horst-Janssen-Museum und ist Stifter des Horst-Janssen-Grafik-Preises. Er erwarb 1995 die Janssen-Sammlung des Hamburger Ehepaars Carin und Carl Vogel für 1,5 Millionen DM als Grundstock. Später finanzierte er auch den Bau des Museums maßgeblich mit. Er war unter anderem Initiator der Blendinger-Stipendien an der Schule Schloss Salem.
Für sein vielfältiges soziales Engagement wurde er 2005 mit dem Verdienstkreuz 1. Klasse des Niedersächsischen Verdienstordens ausgezeichnet.